# Maurício José Araújo de Andrade
Maurício José Araújo de Andrade é um bispo anglicano brasileiro, responsável pela Diocese Anglicana de Brasília e ex-primaz da Igreja Episcopal Anglicana do Brasil, posto que ocupou por dois mandatos de 2006 até 2013.

## Carreira
Dom Maurício ingressou no Seminário Presbiteriano do Norte, e complementou, em 1986, seus estudos no Seminário Anglicano de Estudos Teológicos, ambos localizados no Recife. Foi pároco nas então paróquias do Mediador, de Santa Maria, atualmente Catedral da Diocese Anglicana Sul-Ocidental e de Santa Maria Belém do Pará, atualmente Catedral da Diocese Anglicana da Amazônia. Em 1994, assumiu o cargo de secretário-geral da Igreja, assessorando o então bispo primaz Dom Glauco Soares de Lima. Desempenhou a função por dez anos na sé nacional anglicana, em Porto Alegre. Em 2003, foi eleito bispo diocesano da Diocese Anglicana de Brasília, sendo então o primeiro bispo não-católico a ser sagrado na Catedral de Brasília. 
No 30° Sínodo Geral da Igreja Episcopal Anglicana do Brasil, realizado entre os dias 26 e 30 de julho de 2006 em Curitiba, dom Maurício foi eleito bispo primaz da Comunhão Anglicana brasileira, substituindo dom Orlando Santos de Oliveira. Assumiu o cargo na Catedral de São Tiago, em Curitiba. Enquanto primaz, dom Maurício priorizou o ecumenismo e o missionarismo. Presidiu o Conselho Latino-Americano de Igrejas (CLAI) no Brasil e foi um dos coordenadores do Fórum Ecumênico do Brasil, que teve um papel decisivo na preparação da IX Assembléia do Conselho Mundial de Igrejas (CMI), realizada em fevereiro de 2006 em Porto Alegre.
Em 2011, posicionou-se favorável à aprovação da união civil entre pessoas do mesmo sexo no Brasil pelo Supremo Tribunal Federal (STF). O tema controverso já havia gerado atritos na Igreja brasileira, levando à debandada do grupo liderado por dom Robinson Cavalcanti, da Diocese Anglicana do Recife, um ano antes da ascensão de Dom Maurício ao cargo de Primaz. Dom Maurício, no entanto, negou que a igreja fosse realizar matrimônios homoafetivos em seus templos.
Em 2013, Dom Maurício foi sucedido por Dom Francisco de Assis da Silva como Bispo Primaz da Província da Comunhão Anglicana do Brasil. A eleição de Dom Francisco foi realizada no 32° Sínodo Geral, realizado entre 14 e 17 de novembro de 2013 no Rio de Janeiro.